# Microlensing Observations in Astrophysics

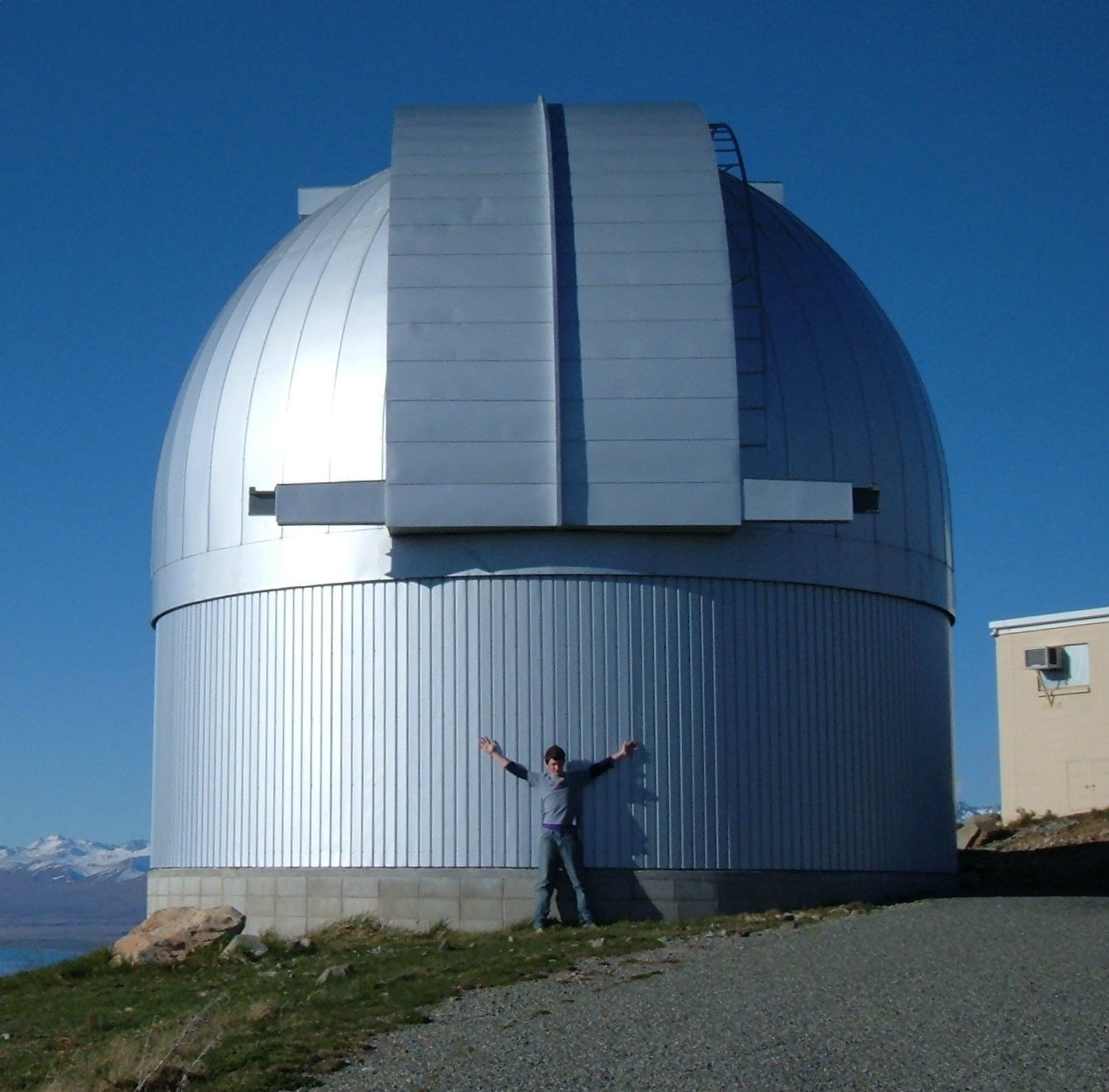
A cúpula telescópio do Microlensing Observations in Astrophysics (MOA) no topo do Monte John

O Microlensing Observations in Astrophysics (MOA) é um projecto de colaboração entre investigadores na Nova Zelândia e no Japão, liderada pelo professor Yasushi Muraki da Universidade de Nagoya. Eles usam microlentes para observar a matéria escura, os planetas extrassolares, e atmosferas estelares no hemisfério sul. O grupo concentra-se especialmente na detecção e observação de microlente gravitacional eventos de alta ampliação, da ordem de 100 ou mais, uma vez que estas fornecem a maior sensibilidade para a detecção de planetas extrassolares. Eles trabalham com outros grupos na Austrália, nos Estados Unidos e em outros lugares. Na Nova Zelândia, as observações são conduzidas pelo Observatório de Monte John usando um telescópio refletor de 1,8 m construído para o projeto.

## Planetas descobertos
Os seguintes planetas foram anunciados por este projeto, alguns em conjunto com outras pesquisas.